# Habr Ghedir
Quella degli Habr Ghedir (in lingua somala Habargibir) è una sotto-cabila somala appartenente alla cabila Hauìa.
Tra i personaggi di spicco membri della sottocabila degli Habr Ghedir, si annoverano: Abdullahi Issa, presidente della Lega dei Giovani Somali, e il primo primo ministro della Somalia Abdiqasim Salad Hassan, oltre Mohamed Farrah Aidid, signore della guerra e presidente del Congresso della Somalia Unita.